# Campeonato Africano de Atletismo de 2016 - 5000 m feminino
A prova dos 5000 metros feminino do Campeonato Africano de Atletismo de 2016 foi disputada no dia 23 de junho no Kings Park Stadium  em Durban,  na África do Sul. Participaram da prova 16 atletas sendo que 13 concluíram a prova. 

## Recordes
Antes desta competição, os recordes mundiais e do campeonato nesta prova eram os seguintes:
|                       | Nome            | Nacionalidade | Tempo      | Local      | Data                 |
| --------------------- | --------------- | ------------- | ---------- | ---------- | -------------------- |
| Recorde mundial       | Tirunesh Dibaba | Etiópia       | 14m 11s 15 | Oslo       | 6 de junho de 2008   |
| Recorde do campeonato | Almaz Ayana     | Etiópia       | 15m 32s 72 | Marraquexe | 11 de agosto de 2014 |
| Recorde africano      | Tirunesh Dibaba | Etiópia       | 14m 11s 15 | Oslo       | 6 de junho de 2008   |

Os seguintes recordes foram estabelecidos durante esta competição:
| Data        | Evento | Atleta           | Nacionalidade | Tempo      | Notas                 |
| ----------- | ------ | ---------------- | ------------- | ---------- | --------------------- |
| 23 de junho | Final  | Sheila Chepkirui | Quênia        | 15m 05s 45 | Recorde do campeonato |

## Medalhistas
| Ouro                   | Prata                  | Bronze          |
| Sheila Chepkirui (KEN) | Margaret Chelimo (KEN) | Dera Dida (ETH) |

## Cronograma
Todos os horários são locais (UTC+2). 
| Data        | Hora  | Evento |
| ----------- | ----- | ------ |
| 23 de junho | 19:00 | Final  |

## Resultado final
| Posição           | Atleta              | Nacionalidade                  | Tempo    | Notas                 |
| ----------------- | ------------------- | ------------------------------ | -------- | --------------------- |
| Medalha de ouro   | Sheila Chepkirui    | Quênia                         | 15:05.45 | Recorde do campeonato |
| Medalha de prata  | Margaret Chelimo    | Quênia                         | 15:07.56 |                       |
| Medalha de bronze | Dera Dida           | Etiópia                        | 15:15.26 |                       |
| 4                 | Meskerem Mamo       | Etiópia                        | 15:18.06 |                       |
| 5                 | Kidas Alema         | Etiópia                        | 15:39.27 |                       |
| 6                 | Cavaline Nahimana   | Burundi                        | 15:47.90 | Recorde nacional      |
| 7                 | Rachael Zena Chebet | Uganda                         | 15:53.50 |                       |
| 8                 | Nebyat Abraham      | Eritreia                       | 15:55.47 |                       |
| 9                 | Kokob Tesfagabr     | Eritreia                       | 15:57.54 |                       |
| 10                | Ndeshimona Ekandjo  | Namíbia                        | 16:28.90 |                       |
| 11                | Mercy Malembo       | Malawi                         | 16:48.31 |                       |
| 12                | Bibiro Ali Taher    | Chade                          | 17:32.71 | Recorde nacional      |
| 13                | Falicia Oyo         | Sudão do Sul                   | 18:27.53 | Recorde nacional      |
| 14                | Beatrice Kamulhanga | República Democrática do Congo | DNS      |                       |
| 14                | Olivia Chitate      | Zimbabwe                       | DNS      |                       |
| 14                | Warda Dugessa       | Sudão                          | DNS      |                       |

Legenda
| Recorde mundial       | Recorde mundial (World record)               |                       | Recorde africano                      | Recorde africano (African) |                                           | Q | Classificado por posição (Qualified) |
| Recorde do campeonato | Recorde do campeonato (Championship record)  | Recorde da América    | Recorde da América (Americas)         | q                          | Classificado por melhor tempo (Qualified) |   |                                      |
| Melhor marca do ano   | Melhor marca do ano (World leading)          | Recorde asiático      | Recorde asiático (Asian)              | DNS                        | Não largou (Did not start)                |   |                                      |
| Recorde nacional      | Recorde nacional (National record)           | Recorde europeu       | Recorde europeu (European)            | DNF                        | Não terminou (Did not finish)             |   |                                      |
| Recorde pessoal       | Recorde pessoal do atleta (Personal best)    | Recorde da Oceania    | Recorde da Oceania (Oceania)          | DSQ / DQ                   | Desclassificado (Disqualified)            |   |                                      |
| Recorde da temporada  | Recorde da temporada do atleta (Season best) | Recorde sul-americano | Recorde sul-americano (South America) | NM                         | Sem marca (No mark)                       |   |                                      |